# Muqan Tölebajew

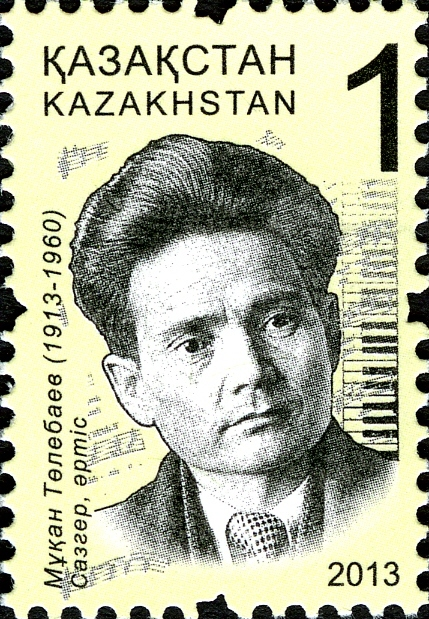
Muqan Tölebajew auf einer kasachischen Briefmarke zum 100. Geburtsjahr 2013

Muqan Tölebajew (kasachisch Мұқан Төлебаев; russisch Мукан Тулебаевич Тулебаев, Transkription Mukan Tulebajewitsch Tulebajew, wiss. Transliteration Mukan Tulebaevič Tulebaev; geboren am 28. Februarjul. / 13. März 1913greg. in Qaraschyghan (Karaschigan), Russisches Kaiserreich, heute Region Sarqan, Gebiet Almaty, Kasachstan; gestorben am 2. April 1960 in Alma Ata, Kasachische SSR) war ein kasachischer und sowjetischer Komponist, Dirigent und Hochschullehrer.

## Leben
Muqan Tölebajew erlernte bei seinem Onkel, einem Volksdichter (Akyn), zunächst das Spiel auf der Dombra. Von 1929 bis zum Abschluss 1933 besuchte er das Pädagogische Technikum in Qapal. 1936 nahm er an einem Talentwettbewerb teil und bekam die Gelegenheit, sich im damaligen Alma Ata und in Moskau weiterbilden zu lassen. Von 1938 bis 1941 studierte er am Kasachischen Opernstudio des Moskauer Konservatoriums zunächst Gesang, wechselte dann, bedingt durch eine chronische Lungenkrankheit, ins Fach Komposition zu Boris Schechter und Reinhold Glière.
Tölebajew wurde bei Kriegsbeginn 1941 vom Dienst in der Roten Armee freigestellt, kehrte nach Almaty zurück und nahm bis 1946 Kompositionsunterricht bei Jewgeni Brussilowski. Außerdem wirkte er von 1942 bis 1944 als Dirigent des Staatlichen Kasachischen Volksinstrumenten-Orchesters. 1942 wurde er Mitglied im Kasachischen Komponistenverband, 1956 dessen Vorsitzender. Gemeinsam mit seinem Lehrer Brussilowski schrieb er noch während des Zweiten Weltkriegs die Oper Amangeldy, deren Uraufführung 1945 im Abai-Opernhaus ihm erste Erfolge als Komponist einbrachte. Seinen Durchbruch feierte er dort mit seiner nächsten, eigenständigen Oper Birschan und Sara, die 1946 uraufgeführt wurde. Mit ihr gewann er 1949 den Stalinpreis.
1951 konnte Tölebajew sein Kompositionsstudium am Moskauer Konservatorium bei Wladimir Fere und Nikolai Mjaskowski vollenden. Anschließend ging er in den Lehrberuf und unterrichtete ab 1953 am Kasachischen Nationalkonservatorium in Almaty. Tölebajew starb im April 1960.

## Schaffen
Muqan Tölebajew war ein Vermittler zwischen der traditionellen kasachischen und der westlichen klassischen Musiktradition. Auf diesem Gebiet wirkte er als Pionier. Die von ihm gesammelte und notierte Volksmusik seines Landes verarbeitete er in seinen Kompositionen. Tölebajews Schaffen umfasste neben den beiden Opern Orchestermusik, darunter sinfonische Dichtungen und Ouvertüren sowie Fantasien für Volksinstrumenten-Orchester. Außerdem schrieb er Kammermusik, u. a. ein Streichquartett und ein Klavierquintett, ferner Chorwerke wie Kantaten oder Oratorien  und weitere Vokalmusik, insbesondere 50 Romanzen, sowie Theater- und Filmmusik, etwa für Goldenes Horn (1948) und Dschambul (1953) mit dem Schauspieler Schäken Aimanow und für Wir wohnen hier (1956) in dessen Regie.
Tölebajews Hauptwerk, die Oper Birschan und Sara (1946), wurde 1958 auch am Bolschoi-Theater in Moskau inszeniert und verhalf dem Komponisten zu einem landesweiten Erfolg. Sie hielt sich auch in postsowjetischen Zeiten bis heute (Stand 2022) im Repertoire des Abai-Opernhauses in Almaty und der Astana Opera. Zum 100. Geburtstag des Komponisten 2013 wurde sie zudem in einer türkischen Version in Samsun sowie 2014 in Istanbul und weiteren Städten aufgeführt.
Gemeinsam mit Brussilowski und Latyf Chamidi (1906–1983) komponierte Tölebajew auch die Musik zur Hymne der Kasachischen SSR (1945–1991), deren Melodie nach dem Zerfall der Sowjetunion als Hymne Kasachstans weitere Jahre übernommen wurde (1992–2006).

## Anmerkung
1. ↑  Die meisten Quellen geben den 2. April 1960 an. Vereinzelt findet sich auch der 2. Juni 1960. Auch zum Geburtsort gibt es abweichende Angaben.